# Viridigona thoracica
Viridigona thoracica är en tvåvingeart som först beskrevs av Van Duzee 1931. Viridigona thoracica ingår i släktet Viridigona och familjen styltflugor.
Artens utbredningsområde är Panama. Inga underarter finns listade i Catalogue of Life.